# Kamil Gradek
Kamil Gradek, nascido a 17 de setembro de 1990, é um ciclista polaco, membro da equipa CCC Team.

## Palmarés
2013
- 1 etapa do Bałtyk-Karkonosze Tour

2014
- Memorial Andrzeja Trochanowskiego
- 1 etapa da Carreira da Solidariedade e dos Campeões Olímpicos
- Tour da China I, mais 1 etapa

2015
- 2º do Campeonato da Polónia Contrarrelógio

2017
- Ronde van Midden-Nederland

## Resultados nas Grandes Voltas
| Carreira        | 2013 | 2014 | 2015 | 2016 | 2017 | 2018 | 2019 |
| --------------- | ---- | ---- | ---- | ---- | ---- | ---- | ---- |
| Giro d'Italia   | -    | -    | -    | -    | -    | -    | 129º |
| Tour de France  | -    | -    | -    | -    | -    | -    | -    |
| Volta a Espanha | -    | -    | -    | -    | -    | -    | -    |

-: não participa 

Ab.: abandono 